# Робертсон, Томми
То́мас Ро́бертсон (англ. Thomas Robertson; 17 октября 1876 — 13 августа 1941), также известный как То́мми Ро́бертсон (англ. Tommy Robertson) — шотландский футболист, левый крайний нападающий.

## Биография
Уроженец Фолдхауса, Шотландия, Томми Робертсон началь играть в футбол в клубе «Ист-Берар Хитербелл». В 1895 году стал игроком «Мотеруэлла», за который провёл 1 матч. Затем играл в клубе «Фолдхаус». В 1896 году стал игроком «Харт оф Мидлотиан». Согласно заметке в статье The Evening Telegraph, Робертсон был зрителем в матче резервной команды «Харт оф Мидлотиан», в составе которого не хватало одного игрока. Тогда Чарли был приглашён сыграть в матче за резервистов «Хартс», так как уже «имел репутацию неплохого игрока». Его игра впечатлила руководство команды, и вскоре он начал играть в основном составе «Хартс». Робертсон помог команде выиграть чемпионат, в том числе четырьмя голами, забитыми им в ворота «Клайда» 20 февраля 1897 года. Всего провёл за «Хартс» 27 матчей и забил 18 мячей.
26 марта 1898 года провёл свой единственный матч за национальную сборную Шотландии, открыв счёт в игре домашнего чемпионата Британии против сборной Ирландии.
В марте 1898 года главный тренер «Ливерпуля» Том Уотсон подписал Томми Робертсона и Джона Уокера за 350 фунтов. Робертсон дебютировал за «красных» 11 апреля 1898 года в матче 1897/98 против «Уэнсдей», забив один из мячей своей команды.
В сезоне 1900/01 помог «Ливерпулю» выиграть первый в истории чемпионский титул, сыграв во всех 34 матчах Первого дивизиона и забив 9 мячей. Согласно книге Northern Athletic Football Guide, Робертсон был «быстрым, умным в обращении с мячом и вообще высококлассным игроком». В общей сложности провёл за «Ливерпуль» 141 матч и забил 35 мячей, выступая на позиции крайнего нападающего (позднее эта позиция станет называться в Англии позицией «вингера»). В мае 1902 года покинул команду, вернувшись в Шотландию.
В 1902 году вновь выступал за «Харт оф Мидлотиан», сыграв за клуб 3 матча. В том же сезоне перешёл в другой шотландский клуб, «Данди», за который сыграл 13 матчей и забил 1 гол в лиге (а также 6 матчей и 1 гол в Кубке Шотландии).
В мае 1903 года вернулся в Англию, став игроком «Манчестер Юнайтед». Дебютировал за клуб 5 сентября 1903 года в матче Второго дивизиона против «Бристоль Сити» (в том матче в составе «Юнайтед» дебютировали сразу три игрока с фамилией Робертсон: Томми, Алекс и Сэнди). Провёл за «Юнайтед» только 3 матча в сентябре 1903 года. В начале сезона 1903/04 игроки «Манчестер Юнайтед» собрались на специальную тренировку в Литем Сент-Энз. Сэнди Робертсон вместе со своим приятелем и однофамильцем Сэнди Робертсоном явились в отель, где остановилась команда, в состоянии сильного алкогольного опьянения. После этого клуб отстранил обоих игроков от матчей; Сэнди в итоге восстановили в команде, а вот контракт с Томми клуб решил расторгнуть.
После расторжения контракта с «Манчестер Юнайтед» в 1903 году неизвестно, чем он занимался последующие два года. Однако в 1905 году Томми стал игроком шотландского клуба «Батгейт», а год спустя он перешёл в «Сент-Бернард».

## Достижения
Харт оф Мидлотиан
- Чемпион Шотландии: 1896/97

Ливерпуль
- Чемпион Англии: 1900/01